# Polanco (Mexico-Stad)

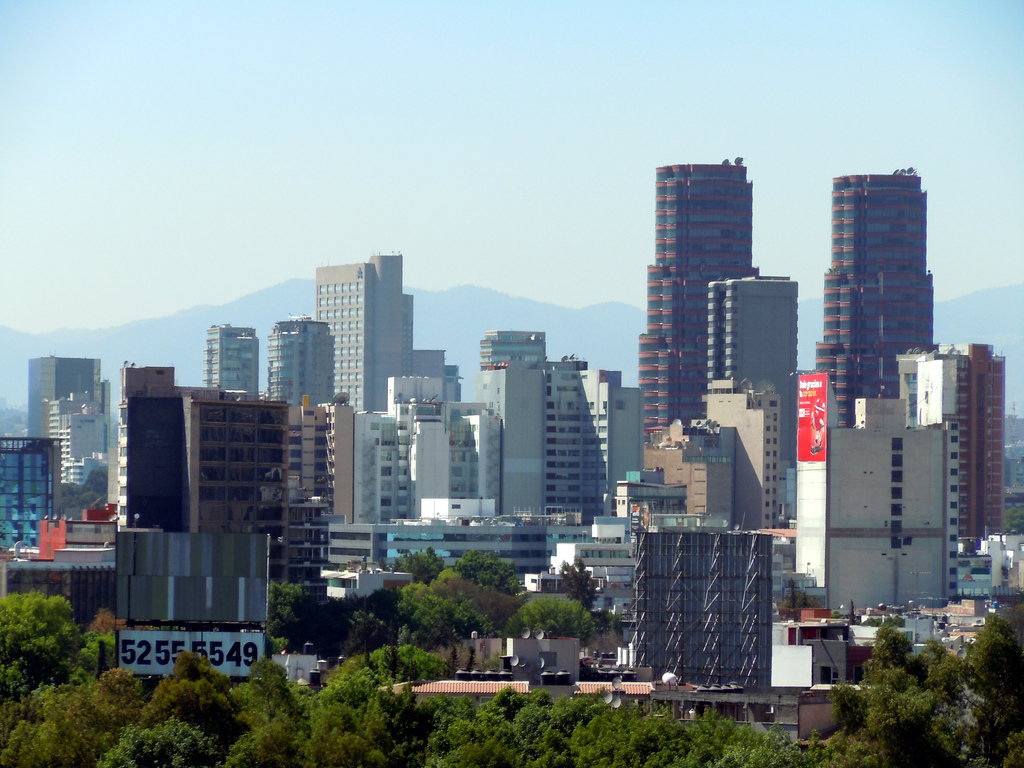
Polanco

Polanco is een wijk in de gemeente Miguel Hidalgo, ten noorden van Chapultepec, in Mexico-Stad.
In het verleden bestond Polanco uit meerdere haciëndas, die in 1920 werden opgeslokt door Mexico-Stad. Het grootste deel van Polanco is echter gebouwd in de jaren 50, in een stijl die bekendstaat als California colonial, met pseudo-barokke ramen, voortuinen en binnenhoven. Sommige van deze huizen zijn nu kantoren of restaurants, terwijl anderen zijn afgebroken en vervangen door modernere gebouwen. Polanco staat bekend als een van de duurste en rijkste buurten van Mexico-Stad. Veel inwoners stammen af van Joodse, Libanese of Spaanse emigranten.

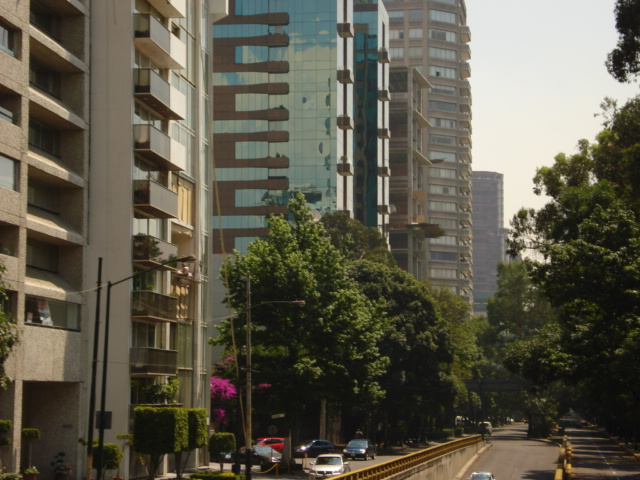
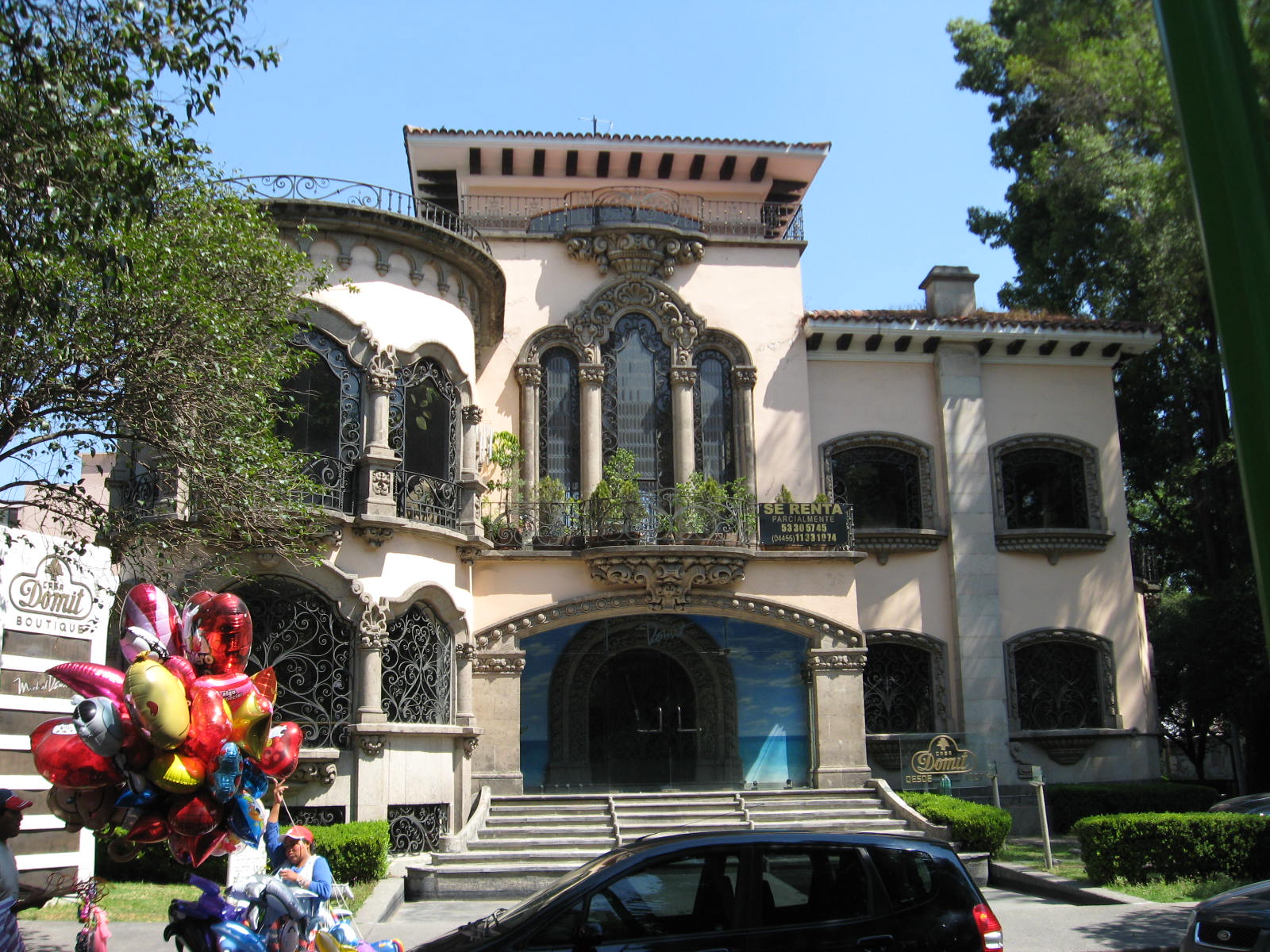
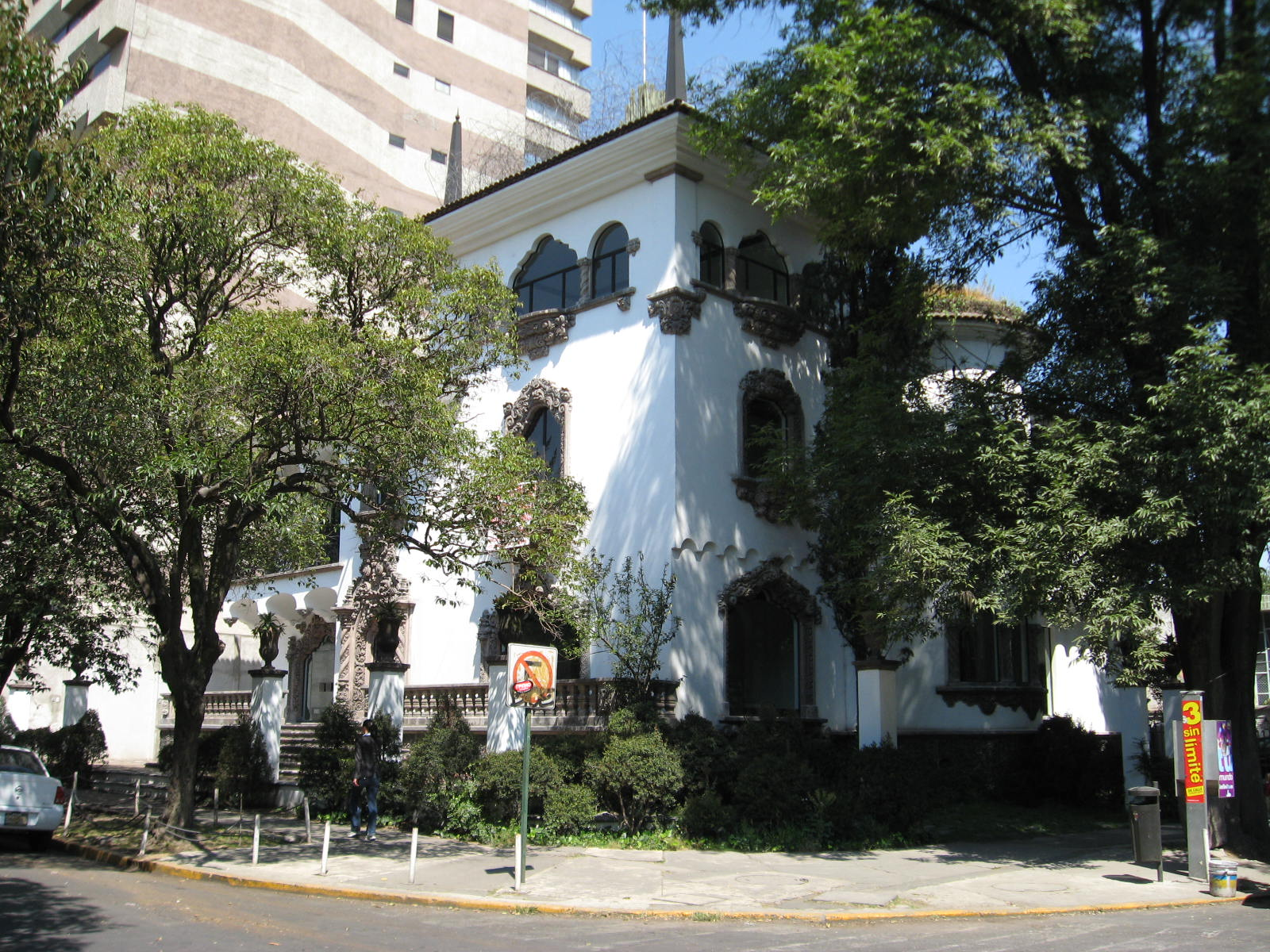
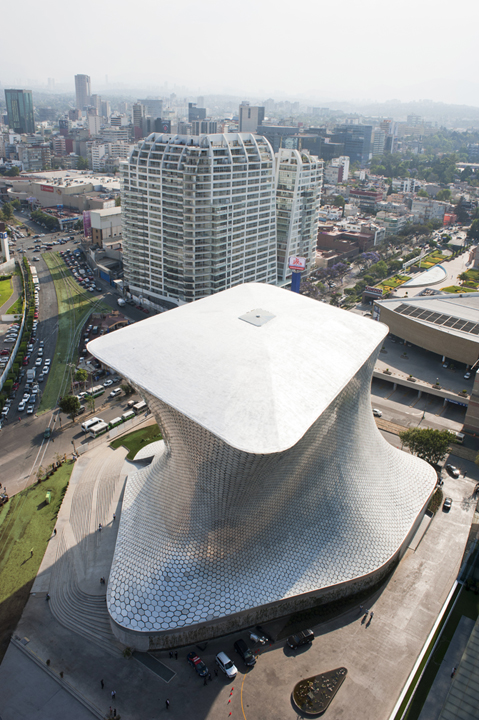
Soumaya Museum